# المجلس العسكري لتحرير سوريا
المجلس العسكري لتحرير سوريا هو تحالف معارض مسلح تم تشكيله في 6 مارس 2025 من قبل الضابط السابق في القوات المسلحة العربية السورية غياث سليمان دلا وغيره من الضباط السابقين الموالين لنظام الأسد. ظهر التنظيم بعد زيادة كبيرة في العنف في المناطق الساحلية في سوريا بعد سقوط نظام الأسد وتأسيس الحكومة الانتقالية السورية في ديسمبر 2024.